# بلو موند
بلو موند (بالإنجليزية: Blue Mound)‏ هي مدينة أمريكية تقع في ولاية تكساس.تبلغ مساحة هذه المدينة 1.4 (كم²)،ويبلغ عدد سكانها 2394 نسمة حسب إحصاء سنة 2010 م.